# Història de Lieja
La història de Lieja comença fa uns 200.000 anys, en el Paleolític mitjà, quan s'hi establiren els primers habitants.

## Prehistòria
Al barri de Saint-Walburge, a l'inici de l'altiplà, el 1911 l'arqueòleg Victor Commont trobà una pedrera i les restes d'un taller de sílex. A l'aiguabarreig del Llègia i el Mosa, bressol de la futura ciutat, en les primeres traces excavades per Marcel Otte trobaren uns artefactes del Paleolític mitjà del 80000 aC al 50000 aC. L'ocupació s'explica per la varietat de flora i fauna i la presència de sílex, dos factors essencials per a l'economia primitiva. Les primeres traces d'una ocupació sedentària daten del període de 5300 a 5250 aC: cases primitives, carbó de llenya, eines de pedra, restes de blat, ordi i garrofins, pedres d'esmolar… El resultat de les excavacions a la Place Saint Lambert s'exposen dins la instal·lació anomenada Arqueofòrum (Archéoforum) i al Museu Curtius.

## Del segle II al VII
Al mateix lloc, s'han trobat restes d'una vil·la gal·loromana del segle ii d'una superfície de més o menys una hectàrea. Va funcionar fins a la fi del segle iii. Els vestigis indiquen que hi havia relacions comercials intensives amb les poblacions del Mosa superior. Les traces d'un incendi s'expliquen probablement per a les invasions de finals del segle iii. Després de la destrucció, algunes parts de la vil·la es reutilitzaren per a crear un primer poble.
Al segle vii, a l'actual square Notger s'hi desenvolupà un poble franc: s'hi han trobat vestigis de tallers artesanals i d'una necròpoli fràncica. Fou en aquest nucli que el bisbe Lambert va fugir vers el 705 i va ser assassinat. El culte que en va originar canvià el destí del lloc.

## Seu d'un bisbat (700-979)

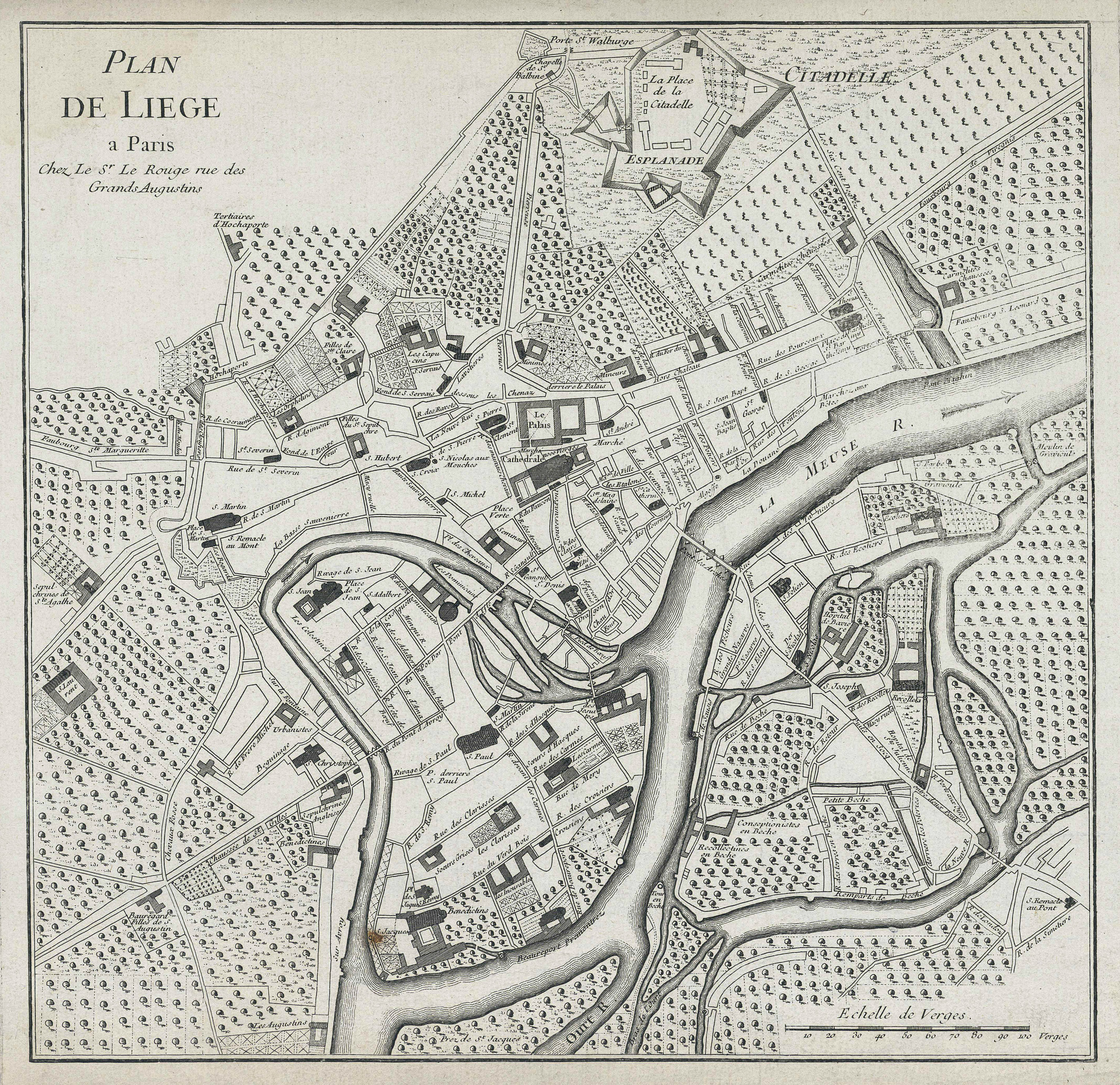
Mapa històric de Lieja, vers el 1740

La fundació de la ciutat com a tal data de l'inici del segle viii aproximadament, quan esdevingué un important lloc de pelegrinatge, a conseqüència de l'assassinat de sant Lambert, bisbe de Tongeren-Maastricht. La decisió del seu successor, Hubert de Lieja, de fer de Lieja la capital d'un nou bisbat, va convertir-la en una ciutat pròspera.
A l'indret de la vi·la romana, s'hi construí la primera església. Sota el terra, s'han trobat sarcòfags merovingis i carolingis. Els vikings van envair la regió a la fi del segle ix, cosa que podria explicar les traces d'un incendi en aquesta església.

## Capital del principat bisbal (980-1795)
L'emperador Otó II del Sacre Imperi va nomenar Notger com a bisbe al 971. En concedir-li els poders seculars del comtat de Huy al 980, Notger va esdevenir el primer príncep bisbe que combinà un gran poder polític afegit al seu poder religiós. Des d'aleshores, Lieja fou la capital del Principat de Lieja, entitat política amb diferents graus d'independència, governada durant més d'un mil·lenari per una llarga sèrie de prínceps bisbes fins al 1795. El territori del bisbat eclesiàstic i del principat no coincidien gaire, la qual cosa va dur molts conflictes d'influència.
Els habitants del principat i de la seva capital Lieja van desenvolupar una identitat diferenciada dels poderosos veïns, Borgonya, Brabant, França i el Sacre Imperi. Als confins d'aquestes zones d'influència, tot i pertànyer al Sacre Imperi, mal que bé van adherir-se a una política de neutralitat. La ciutat, capital d'un principat trilingüe, depenia políticament de la zona germànica i la meitat de les Bones Viles eren de parla neerlandesa, però les elits culturals pertanyien a l'Europa de cultura romana. Tot i romandre independent, els veïns van jugar la seva influència per nomenar prínceps bisbes descendents de les grans cases reials d'Europa: els Waldeck, els Dampierre, els Borbons, els Wittelsbach, etc.
Sovint, el segle xiii es considera com l'època de l'edat d'or intel·lectual, quan, per la qualitat de les seves escoles i la vida intel·lectual, era coneguda amb el sobrenom de l’Atenes del nord.
La ciutat va haver de defensar la seva independència davant els imperis veïns, en especial contra el duc de Brabant i el de Borgonya. La destrucció de la ciutat i les massacres a càrrec de Carles el Calb el 1468 resten encara gravades en la memòria històrica de la ciutat.
A partir del segle XV la ciutat coneix el desenvolupament de la indústria, gràcies a l'explotació de les mines de carbó, de zinc i de ferro als afores de la ciutat (Chokier, Flémalle). Curtius va fer una carrera industrial internacional i va esdevenir el comissari general de les municions de guerra del rei Felip II de Castella.
Aprofitant els cursos fluvials i noves tècniques siderúrgiques (alts forns), s'hi crea una important indústria d'armament, tradició que encara hi perdura, ja que la regió de Lieja continua sent el major centre de producció d'armes de Bèlgica (la seu central de la factoria FN Herstal es troba al municipi veï d'Herstal).
Durant tota l'edat mitjana el Principat de Lieja va restar com a entitat política independent, sense formar part dels Països Baixos espanyols, ni dels Països Baixos del sud, catòlics, que passaren al control dels Habsburg d'Àustria després de la desfeta espanyola.

## La Revolució francesa: final del principat
Al final del segle xviii, els alts impostos i els privilegis abusius del clergat i la noblesa, la política reaccionària dels dos darrers prínceps bisbes, (Cèsar Constantí Francesc d'Hoensbroeck i el seu nebot Francesc Antoni Maria de Méan, que van anorrear les reformes de Velbrück, junt amb el fet que l'elit de Lieja, culturalment, sempre s'hagués sentit pròxima a la identitat francesa, van ajudar a propagar les noves idees de la Revolució francesa entre la població. Durant el regne de Velbrück, s'havien imprès a Lieja les obres de filosofia censurades a França. Així, la invasió de les tropes napoleòniques el 1792 hi troba una oposició menys ferotge que als Països Baixos austríacs, territori de la futura Bèlgica.
Durant el període francès (1792-1815) Lieja fou la capital del departament de l'Ourte integrat dins l'estat francès. Es produeix la modernització de marc jurídic i del dret civil amb la imposició del "codi napoleònic".

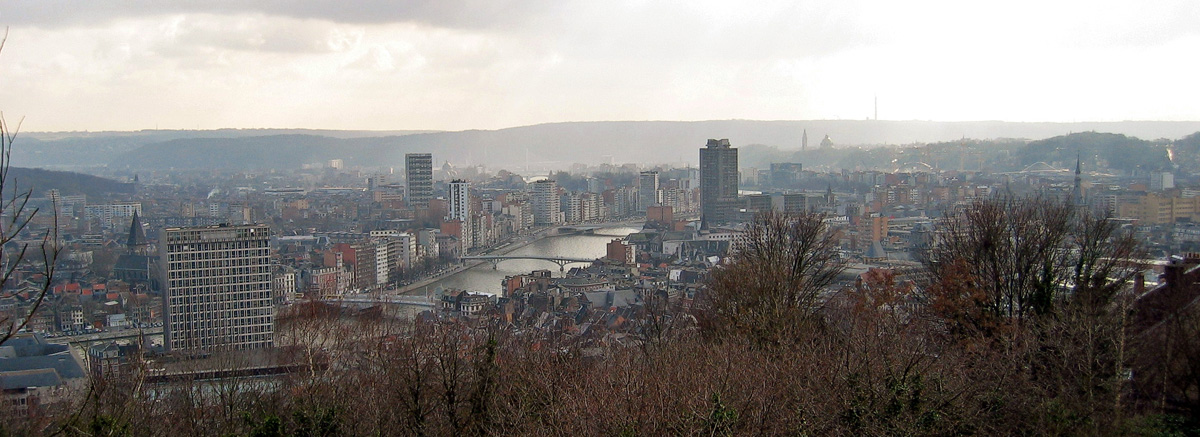
Vista de Lieja des de la ciutadella

En aquest període es viu la revolució industrial a la regió. Alguns industrials anglesos van introduir les màquines de vapor i s'hi construeixen nombroses fàbriques.
Amb la derrota de Napoleó a Waterloo (1815), el congrés de Viena crea l'estat tampó del Regne Unit dels Països Baixos, que incloïa els romasos de les antigues disset Províncies: la República de les Set Províncies Unides, els Països Baixos austríacs i el Principat de Lieja (més o menys el territori dels actuals Països Baixos, Luxemburg i Bèlgica). Sota Guillem I es desenvolupa enormement la indústria, especialment als municipis veïns de Seraing i d'Herstal, i una infraestructura de transport fluvial i per canals. El 1817 s'instal·là a Seraing, a la rodalia de Lieja, John Cockerill, convidat per Guillem I, que renova, desenvolupa i transforma les tècniques siderúrgiques tradicionals i substitueix les primeres innovacions, que acaben fent de Seraing un dels motors de la revolució industrial belga i europea. Els alts forns hi perduren actualment, així com el seu nom en l'empresa, la Cockerill-Sambre, integrada en el grup ArcelorMittal.

## El naixement de Bèlgica
Finalment, les diferències entre els catòlics, els camperols flamencs i els liberals amb l'autoritari rei protestant de la casa d'Orange acaben amb la revolució iniciada al Teatre de la Moneda de Brussel·les el 1830 i la declaració de la independència, amb el beneplàcit dels grans estats europeus, que beneeixen aquesta solució, preferible a una adhesió a l'estat francès.
Des del 1840, després de la creació del Regne de Bèlgica, la construcció d'una xarxa ferroviària va contribuir a desenclavar la ciutat i l'estat nou, que sofria pel fet que els neerlandesos van tancar-los l'accés al mar per l'Escalda i el Mosa.
Des de la creació de l'estat, Lieja es convertí en el puntal de l'economia belga durant el segle xix, amb les mines de carbó, la indústria metal·lúrgica i les construccions mecàniques. Per protegir la ciutat de la concupiscència dels estats veïns, el jove estat va decidir el 1887 de construir la posició fortificada de Lieja, una sèrie de forts a l'entorn de la ciutat de Lieja.

## El segle XX
A l'inici de la Primera Guerra mundial, aquests dotze forts de Lieja, tot i no ser suficients per a aturar les tropes prussianes, van alentir la invasió una setmana, un temps preciós durant el qual l'exèrcit francès va poder reorganitzar-se i impedir l'ocupació de París. Malgrat les ampliacions, en la Segona Guerra mundial non van resistir gaire a les armes modernes i l'aviació alemanyes i van caure després d'unes trenta hores de lluita. Avui, uns d'aquests forts fou enderrocat, altres es transformaren en museu i la resta estan abandonats.

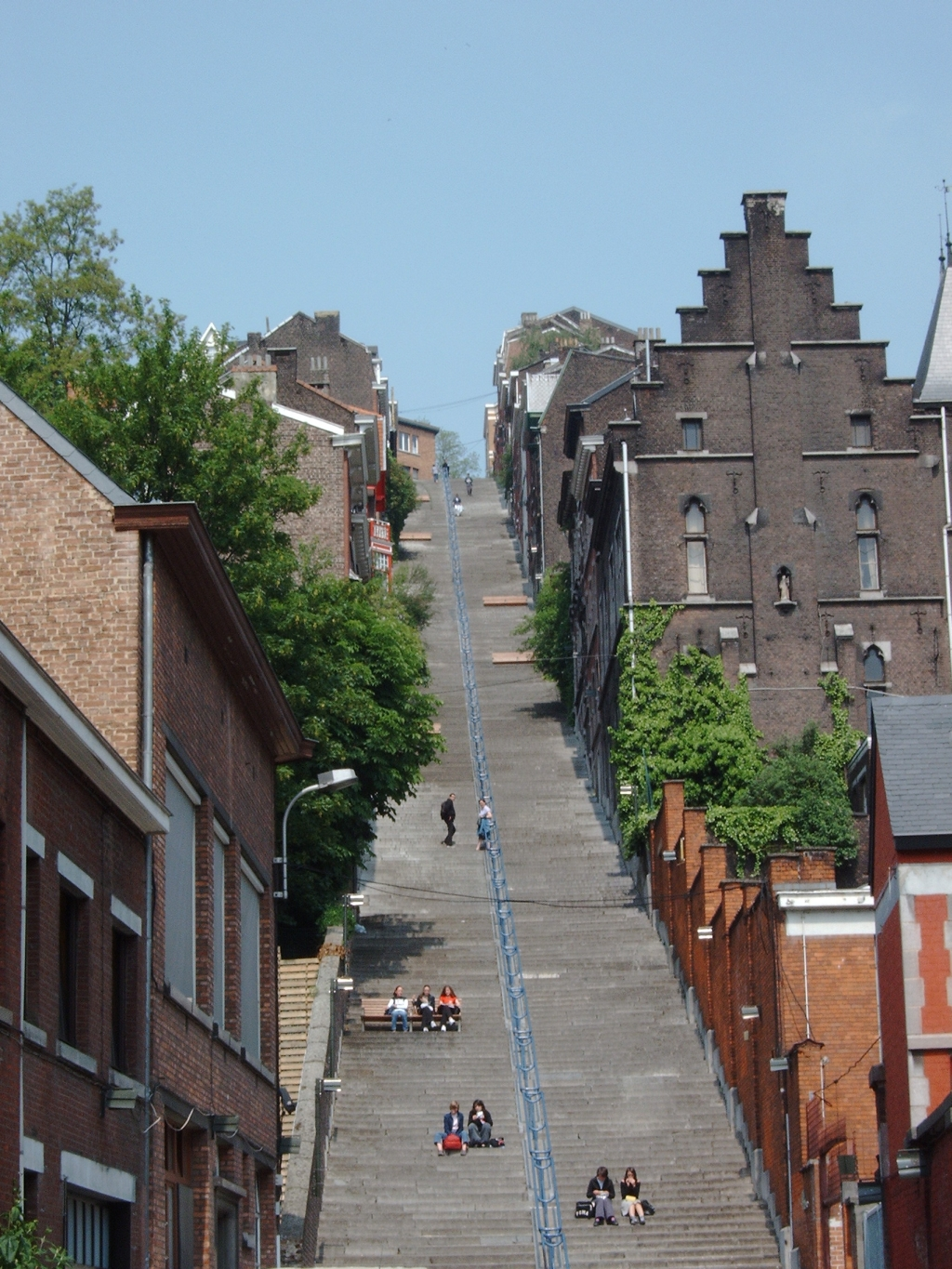
Les escales del turó de Bueren

La resistència dels habitants de Lieja a l'inici de la Primera Guerra Mundial als forts de Lieja el 1914 fou reconeguda per la concessió de la Legió d'Honor de la República Francesa el 7 d'agost de 1914. Va ser la primera ciutat estrangera a rebre-la.
A partir dels anys seixanta del segle xx, Lieja coneix la pèrdua de pes econòmic davant de Flandes, que basa l'economia en el comerç i el sector terciari dins un estat belga convertit en plataforma logística d'Europa, amb la construcció de centenars de quilòmetres d'autopistes durant els anys seixanta. Des de l'inici del segle xxi, l'economia de la ciutat sembla renéixer.